# El projecte de la bruixa de Blair (videojocs)
Els videojocs de Blair Witch són una trilogia de jocs d'acció-aventura (per a PC amb Windows) basats en el rerefons de la pel·lícula El projecte de la bruixa de Blair. Els tres jocs utilitzen el motor de Nocturne i van ser distribuït per Gathering of Developers, tot i que cada joc ha estat desenvolupat per un equip diferent.

## Blair Witch Volumen 1: Rustin Parr
Mentre que el Volum 1 es destina a tenir lloc en l'univers fictici de la Bruixa de Blair, tècnicament el joc és també una seqüela de Nocturne, el joc pel qual el motor de la trilogia al principi va ser desenvolupat. Elspeth "Doc" Holiday és un personatge menor en Nocturne, i diversos altres personatges d'aquest joc també apareixen. Amb excepció de la secció d'obertura a la seu de Spookhouse, el joc té lloc durant quatre dies.
La història té lloc en l'any 1941. Elspeth "Doc" Holliday, un tranquil, investigadora científica, és enviada a la ciutat de Burkittsville pel Spookhouse, una agència estatal classificada fictícia encarregada d'investigar successos paranormals.
S'ha informat que a principis dels 40 un ermità anomenat Rustin Parr, va segrestar set nens de Burkittsville i, aparentment sense motiu, va assassinar a tots menys a un en el seu soterrani. Ell va forçar al nen supervivent, Kyle Brody, a posar-se dempeus en un cantó i escoltar els crits dels nens que eren torturats i assassinats. Després Rustin Parr va sortir de casa al bosc, va caminar a la ciutat, i va dir a un comerciant local: "Finalment estic acabat."
El jugador ha de guiar Holliday a través de les seves investigacions, per veure si hi ha veritat alguna en l'afirmació Parr que ell estava sota influència de forces de l'altre món quan ell va cometre els assassinats. La investigació inclou conversar amb els habitants de la ciutat i l'anàlisi de pistes. Les seqüències d'acció es produeixen intermitentment al bosc on la llegendària Bruixa de Blair es rumoreja que viu, així com en seqüències de malson en les quals els habitants de la ciutat semblen fer-se Daemites (zombis demoníacs).
La història de Rustin Parr, sense la participació de Holliday, es descriu breument en la primera pel·lícula, i més plenament en el pseudo-documental Cursi of the Blair Witch, que va acompanyar al DVD de la mateixa.
El principal antagonista de la sèrie no és en realitat la Bruixa de Blair, sinó un dimoni anomenat Hecaitomix. És explicat a través del joc i la sèrie que aquest dimoni va controlar i va posseir a uns altres, com a Elly Kedward, (a través de Kyle Brody) va influir a Rustin Parr.
El joc té referència a Nocturne, alguns personatges de Nocturne apareixen al començament del joc: Màster Khen Rigzin, Coronel Hapscomb, Biggs General, un secretari sense nom, Svetlana Lupescu, i The Stranger. The Stranger reapareix més tard en el joc, en el quart dia, com el company del jugador. Alguns enemics de Nocturne (el bat criatures, un home llop) també apareixen en l'inici del joc, en la sessió d'entrenament.

## Blair Witch Volume 2: The Legend of Coffin Rock
La segona entrega del joc es basa en una història que estava relacionada breument en el primer joc i en la pel·lícula original. És la història d'un soldat de la Unió durant la Guerra Civil Americana, que és ferit mortalment en batalla i donat per mort. A mesura que llisca en la inconsciència, sent una misteriosa veu dir: "La seva hora encara no ha arribat, soldat. Encara ho necessito!". Per descomptat, no és la seva hora: una jove anomenada Robin Weaver, el troba i ho ajuda a tornar a la casa aïllada on viu amb la seva àvia, Bess.
Mentre ell es cura, té una sèrie d'al·lucinacions i una experiència propera a la mort, però no Comprendre plenament, que Robin està en perill. Quan desperta, descobreix que està patint d'amnèsia i no recorda qui és. L'única pista sobre el seu passat és l'uniforme que vesteix. Des que ell no pot recordar el seu nom, l'àvia de Robin, una devota cristiana, temporalment el bateja com Llàtzer.
L'àvia de Robin, amb el soldat ara en deute, l'informa que Robin ha desaparegut en els boscos i li demana que la trobi. Ella està convençuda que "els boscos la tenen". El soldat considera que es tracta de paranoia, i pensa que Robin simplement ha anat a jugar al bosc i es triga a tornar. Bess és insistent, però, i el soldat de mala gana està d'acord amb ajudar en la recerca de Robin.
Mentre el joc progressa, Lázaro recorda els elements del seu passat, per mitjà de seqüències flashback del joc, que a poc a poc expliquen com els events actuals han arribat.

### Curiositats
- L'uniforme de Llàtzer es veu en el primer joc a la casa de Robin Weaver, i ell és esmentat durant aquest joc. El personatge de Peter Durant apareix en el primer joc com un vell bibliotecari. En el segon joc, ell és jove i li diu a Lázaro de la llegenda de la Bruixa de Blair. La història principal es porta a terme en Burkittsville en l'any 1886, però l'argument és ambientat durant la Guerra Civil Americana, que va durar des de 1861 fins 1865 (s'esmenta que Llàtzer és un veterà de la Batalla de Gettysburg).

## Blair Witch Volume 3: The Elly Kedward Tale
L'últim episodi de la trilogia és una història original que no es va esmentar en la pel·lícula, encara que va ser breument esmentada en els dos primers jocs. És bàsicament una història d'origen, que parla de com va arribar la llegenda de la Bruixa de Blair, ambientat en 1785, en els primers dies del Municipi de Blair (posteriorment rebatejat a Burkittsville). El personatge principal de la història és Jonathan Prye, un ex sacerdot que va abandonar el clergat, a causa d'una crisi de fe. Prye, ara un caçador de bruixes, és cridat a Blair per investigar els esdeveniments relacionats amb la desaparició d'una dona anomenada Elly Kedward unes setmanes abans.
Elly Kedward va ser acusada de bruixeria després que va ser trobada dibuixant la sang dels nens i realitzant rituals pagans. Va ser jutjada, declarada culpable i condemnada a ser bandejada de la ciutat. Els veïns la van lligar a un carretó, la van arrossegar en els boscos propers i la van abandonar per morir-se de fred. Kedward va desaparèixer del carretó a la qual ella va ser lligada, i mai va ser vista una altra vegada.
Uns dies més tard, els nens del municipi van començar a desaparèixer, i la població va començar a escapar de la por - amb només el magistrat local, Jonah, i el capellà del municipi, Engendrar Goodfellow Pare, restant darrere. El pare Goodfellow és convençut que una mala força sobrenatural està treballant - Jonah, un escèptic, rebutja creure això.
També hi ha dues persones que estan tancades en una presó a la ciutat: Hirrum Heathtow és un borratxo, i Elizabeth Styler és una bruixa que va ser detinguda quan es trobava a la casa de Elly, recitant frases estranyes.
El jugador ha de guiar Prye a través de la seva investigació, per descobrir que pas amb la Bruixa de Blair.

### Curiositats
El personatge de Jonathan Prye (doblat per un actor diferent) va aparèixer breument en el primer joc, i li va regalar el seu diari a Doc Holliday. Ells es van conèixer en un "sender fosc", una fosca dimensió, on "no hi ha temps, només el lloc, passat, present i futur, tots alhora". Holliday no apareix en el tercer joc.
El personatge de Asgaya Gigagei també apareix, molt envellit, en el primer joc.
Malgrat el títol, el personatge de Elly Kedward no apareix en cap moment a The Elly Kedward Tale.